# Plebeia domiciliorum
Plebeia domiciliorum är en biart som först beskrevs av Schwarz 1934.  Plebeia domiciliorum ingår i släktet Plebeia och familjen långtungebin. Inga underarter finns listade i Catalogue of Life.